# لامبورگینی جارما

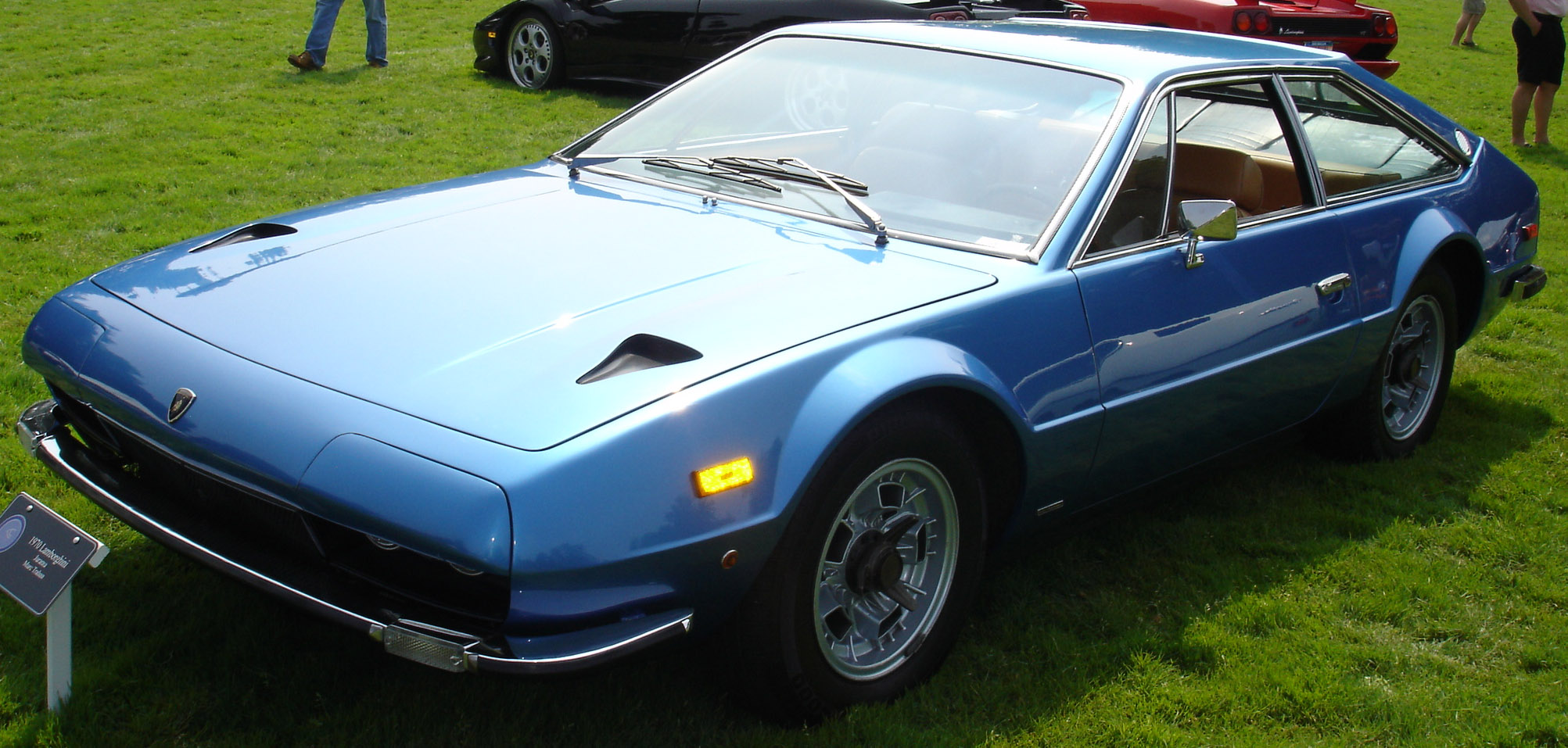

لامبورگینی جارما  (Lamborghini Jarama؛ تلفظ اسپانیایی: [xaˈɾama]؛ خاراما) خودرویی است که در سال‌های ۱۹۷۰ تا ۱۹۷۶ تولید شده‌است.
این خودرو در کلاس خودرو اسپورت قرار گرفته و طراحی آن خودروهای موتور جلو-محور عقب بوده وزن آن در حالت طبیعی ۳٬۴۸۰ پوند (۱٬۵۷۹ کیلوگرم) است.
موتور آن ۳۹۲۹ سی‌سی است.